# Wiktor Suslin (wioślarz)
Wiktor Nikołajewicz Suslin (ros. Виктор Николаевич Суслин; ur. 19 lipca 1944 w Leningradzie) – rosyjski wioślarz reprezentujący ZSRR, brązowy medalista olimpijski i dwukrotny medalista mistrzostw świata.

## Kariera
Startował na igrzyskach olimpijskich w Meksyku w 1968, gdzie reprezentanci ZSRR zajęli trzecie miejsce w tej samej konkurencji. W wyścigu finałowym Zigmas Jukna, Antanas Bagdonavičius, Wołodymyr Sterlik, Juozas Jagelavičius, Aleksandr Martyszkin, Vytautas Briedis, Wałentyn Krawczuk, Wiktor Suslin i Jurij Łoriencson uplasowali się 2,11 sekundy za osadą RFN i 1,13 sekundy za osadą Australii. Był to jego jedyny start olimpijski.
Na rozgrywanych dwa lata wcześniej mistrzostwach świata w Bledzie (1966) zdobył srebro w ósemkach i brąz w dwójkach bez sternika.
Ponadto zdobył brązowe medale: w ósemkach na mistrzostwach Europy w Vichy (1967) i w czwórkach ze sternikiem na mistrzostwach Europy w Kopenhadze (1971). 
Po zakończeniu kariery pracował jako trener.
Jego brat, Jurij Suslin, także został wioślarzem.